# Первоцвет обратноконический
Первоцвет обратноконический, или Примула обратноконическая (лат. Primula obconica) — многолетнее травянистое растение, вид рода Первоцвет (Primula) семейства Первоцветные (Primulaceae).
В диком виде встречается в Китае.
Популярное садовое растение. Выведено множество сортов, отличающихся окраской венчика и другими характеристиками. Сорта 'Libre Magenta' и 'Libre White' были отмечены наградами Королевского садоводческого общества (Великобритания).
Может вызывать аллергический контактный дерматит. Сенсибилизатором является преимущественно содержащийся в листьях первоцвета примин.

## Ботаническое описание
Многолетнее травянистое растение, достигающее в высоту от 5 до 20 (редко до 25) см.
Листья, растущие в базальной розетке, состоят из стебля длиной от 1,5 до 14 см с белыми или жёлто-коричневыми многоклеточными волосками и листовой пластинки. Листовая пластинка простая, от яйцевидно-округлой до эллиптической или удлиненной формы длиной от 3 до 14 см и шириной от 2,5 до 11 см. С нижней стороны он голый или редковолосистый, особенно вдоль жилок листа; с верхней стороны голый, коротко опушенный или с короткими мелкими волосками. Основание лопасти сердцевидное или иногда округлое; края листа почти цельные, изогнутые или лопастные; верхушка лопасти округлая.
Стебли соцветий, покрытые белыми или жёлто-коричневыми многоклеточными волосками, могут быть короче или длиннее розетки листьев и несут одиночные зонтиковидные соцветия с 2–13 цветками. Прицветники длиной от 3 до 10 мм имеют линейную или линейно-ланцетную форму. Цветочные стебли длиной от 5 до 20 мм покрыты пушистыми волосками. Гермафродитные, радиально симметричные и пятилепестковые цветки могут иметь разные стили или пестики одинаковой длины. В длиннорукавных цветках тычинки находятся близко к основанию трубки венчика; пестик почти достигает горла венчика. В короткорукавных цветках тычинки достигают середины трубки; стиль длиной 2–2,5 мм. В гомостильных, равнолепестных цветках с тычинками, достигающими верхушки трубки венчика, стиль достигает тычинок. Сросшиеся листья, чашевидные или ширококолокольчатые, коротко опушенные или коротковолосистые, состоят из пяти чашелистиков, свободных до 1/4–1/3 длины чашечки; зубцы чашечки широко треугольные, пупырчатые, кончики чашечки заостренные с водовыделяющими железками. Пять лепестков от розового до лавандово-розового, редко белого цвета, сливаются и образуют трубку венчика, которая примерно в два раза длиннее чашечки; край венчика составляет 1,5–2,5 см в диаметре; лепестки венчика широкояйцевидные и окаймленные на верхушке.
Число хромосом 2n = 22 или 62.